# Seouls Olympiastadion
Seouls Olympiastadion är en sportarena i Seoul i Sydkorea. Den byggdes för att härbärgera stora delar av tävlingarna vid Asiatiska spelen 1986 och Olympiska sommarspelen 1988 och den är i dag en stor del av Seouls olympiaområde.
Idag används arenan huvudsakligen till fotboll och friidrott.